# 爱情公寓 (第四季)
《爱情公寓4》（英語：iPartment 4）是中国大陆都市爱情题材情景喜剧《爱情公寓》的第四季。该季仍然由韦正执导、汪远编剧，演员陈赫、娄艺潇、邓家佳、王传君、孙艺洲、李金铭、李佳航等主演，胡歌、何炅、杜海涛等友情客串。该剧延续前三季的故事脉络，讲述了一群不同身份背景的年轻男女在并不奢华的爱情公寓里，上演的一幕幕搞笑、离奇、浪漫、感人的有趣故事。该剧于2014年1月17日起在安徽卫视、黑龙江卫视、东方卫视、湖北卫视电视台首播。爱情公寓描述的是一部情景喜剧系列，讲述了一群年轻人在合租公寓中的生活，友情和爱情。该剧深受年轻观众喜爱，以幽默风格。

## 播放平台
| 播出平台                  | 所在地   | 播映日期      | 播出时间                                      |
| ------------------------- | -------- | ------------- | --------------------------------------------- |
| 安徽/黑龙江/东方/湖北卫视 | 中国大陆 | 2014年1月17日 | 19：30三集联播                                |
| Astro雙星                 | 马来西亚 | 2014年3月13日 | 周一至周五 20:30                              |
| ICN国际卫视中文台         | 美国     | 2014年7月     | 周一至周五8:00-9:00pm                         |
| Astro全佳HD/Astro AEC     | 马来西亚 | 2015年5月3日  | 周六至周日 19:00                              |
| 星和都会台                | 新加坡   | 2015年4月27日 | 周一至周五 19:30（一連三集）                  |
| Astro喜悅HD               | 马来西亚 | 2015年9月21日 | 周一至周五 17:00                              |
| 台視主頻                  | 臺灣     | 2016年10月8日 | 周六 14:00（一連4集） 星期一至四15:10重播一集 |

## 剧情
胡一菲和诺澜因为比拼网球扭伤了脚，曾小贤使出丢硬币的“绝招”决定先去救谁。但这次，他的运气似乎没有参加《谁能成为百万富翁》时那么好了。一边是温柔可爱的诺澜，一边是霸气自信的一菲，谁会和曾小贤走到一起？小贤的决定出乎所有人意料……

唐悠悠接受了关谷神奇的求婚，但关谷发现悠悠并没有怀孕。小小的公寓里，究竟谁怀孕了？孩子的父亲又是谁？爱推理的关谷开始抽丝剥茧的调查，但他的面前迷雾重重。悠悠发现，结婚前还有无数的事情要做，比如让固执的关谷神奇和他更固执的老爸关谷健次郎和好、比如买房子、买车子、订婚宴，当然还有最后的单身派对……

风流雅痞吕子乔继续过着不靠谱的快乐生活，他甚至创造了一种史无前例的新职业。但公寓里有人怀孕的传闻也将他卷入了漩涡。经历了一系列的风波后，子乔意识到了陈美嘉在心中的位置，可惜为时已晚，新的竞争对手对美嘉展开了疯狂的追求……

林宛瑜的离去让陆展博一直无法忘怀，他偶然发现了一个拯救世界的绿色组织，展博心中的梦想和抱负再次被激活。但姐姐胡一菲和其他小伙伴们都不支持他……

“律政先锋”张伟也再次回到了爱情公寓。他一如既往的倒霉并乐观着。漂亮但冷淡的绯闻女友、超级难打的官司陆续从天而降，张伟能Hold住吗？

## 演員列表

### 主要演員
| 演员   | 角色   | 角色简介 |
| 娄艺潇 | 胡一菲 | 陆展博同母异父的姐姐，與展博是重組家庭，大学教师，爱情公寓里唯一的博士。 |
| 陈赫   | 曾小贤 | 电台节目《你的月亮我的心》主持人，爱慕胡一菲。爱情公寓下属公寓住户委员会副主席，第四季曾和諾瀾、胡一菲（2集）交往，歷史系和哲学系双硕士。人称曾老师，贱人曾或曾哥。亦有畢福劍之稱。在本季遇到撞脸怪"阿西边"。 |
| 孙艺洲 | 吕子乔 | 自由职业者，游手好闲的花花公子，喜欢泡妞，假名吕小布，陈美嘉男友。因為在第3季時有與美嘉發生關係，而與美嘉假性懷孕的事情有關。                                                                                 |
| 李金铭 | 陈美嘉 | 兼职打工，主要为宠物店兽医助理，吕子乔女友。誤會懷有子喬的孩子。 |
| 邓家佳 | 唐悠悠 | 子乔的小姨妈，關谷神奇的女友，常脱序演出的演员。 |
| 王传君 | 關谷神奇 | 日本漫画家，和唐悠悠为情侣關係，横滨人，父親為料理专家「關谷健次郎」。 |
| 李佳航 | 张伟   | 律师，小时候曾是一名孤儿。对海鲜过敏。 |

### 其他演員
| 演员   | 角色   | 角色简介                                                    |
| 刘萌萌 | 诺澜   | 曾小贤的电台节目“你的月亮我的心”中的搭档，对曾小贤有好感。  |
| 于立   | 于傑森 | 心理医生。英文名Jason，本季曾负责胡一菲和吕子乔的心理谘询。 |
| 榕榕   | Lisa榕 | 电台“你的月亮我的心”节目制片人，曾小贤和诺澜的上司。        |

### 特邀出演
| 演员        | 角色       | 角色简介 | 出现集数 |
| 嚴豐        | 黃輝馮     | 按摩師傅。 | 1        |
| 易易紫      | 娜娜       | 吕子乔认识的美女朋友。                                                                                               | 2        |
| 何炅        | 阿炅       | 因为移民而要转租房子的二房东。                                                                                       | 3        |
| 金世佳      | 陆展博     | 胡一菲異母异父的弟弟，网站程序员，从美国留学归来。变形金刚和钢铁侠的疯狂粉丝。在本季第4集因為加入EIO所以离开了公寓。 | 1-4、18  |
| 韦正 (导演) | -          | 爱情公寓的众人打开大门后看到在演播室工作的人。                                                                       | 4        |
| 汪远 (編劇) | -          | 爱情公寓的众人打开大门后看到在演播室工作的人。                                                                       | 4        |
| 趙子豪      | 吕紙喬     | 吕子乔梦中自己的替身。                                                                                               | 5        |
| 三浦研一    | 关谷健次郎 | 料理专家。关谷神奇的爸爸。                                                                                             | 7        |
| 艾佳妮      | 薇薇       | 张伟认识的美女朋友，同時也是律師。                                                                                   | 7,13,14  |
| 武艺        | 阿德       | 一菲的相亲者之一。                                                                                                   | 8        |
| 杜俊        | 杜俊       | 關谷神奇的大師兄。 | 8        |
| 俞泳君      | 张三峰     | 美嘉曾经帮助过的学生，喜欢美嘉，家庭富裕。                                                                           | 9,10,18  |
| 杜海涛      | 杜小涛     | 温州商人。杜氏集团的富二代，曾小贤负责接待的客人。                                                                   | 11       |
| 金岩        | 大飛哥     | 桌球室的常客。 | 11       |
| 徐唯        | 默默       | 张伟的一个女朋友。                                                                                                   | 12       |
| 魏宗万      | 洪七爺     | 家中排行第七。张伟的客户，房子被儿子霸占。                                                                           | 13       |
| 楊海音      | 三阿哥     | 悠悠演出話劇《三顧毛廬》中出演三阿哥。                                                                               | 14,15    |
| 楊海音      | 老板       | 悠悠公司的老板。 | 18       |
| 胡歌        | 迪诺       | 明星。唐悠悠和他合作炒作绯闻。                                                                                       | 19       |
| 陳雅麗      | 小雨       | 子喬在酒吧認識的女生。                                                                                               | 20       |

## 集數
第四季共有24集，其中第23集和第24集為系制作特辑，回顾了之前主线剧情的内容和揭秘拍摄过程中的花絮。
| 總集數 | 集數 （季） | 標題                 | 導演 | 編劇 | 首播日期      |
| --- | ----------- | -------------------- | ---- | ---- | ------------- |
| 65 | 1           | 真相只有一个         | 韦正 | 汪远 | 2014年1月17日 |
| 曾小贤在一菲和诺澜的门外，最终选择出门买一瓶新的红花油，不料遇见骗子郎中，争执到很晚，因此不了了之。另一方面，关谷觉得验孕棒很可疑，表示一定要将此事调查清楚，于是在垃圾桶中翻出一份快递单、一张用过的手纸以及吃了一半的巧克力这三件可疑物件。美嘉为了阻止秘密泄露，买通了快递送货员让他说谎骗关谷。曾小贤为了帮胡一菲早日治好脚伤，决心苦练大师的按摩手法，最终成功练得一手很好的按摩技巧。众人决定用安眠冲剂将一菲催眠之后秘密为其按摩，不料被一菲发现。一菲假装睡着等曾小贤按摩，诺澜却在这时再次来到公寓对曾小贤表白，这让胡一菲很不爽，一脚把曾小贤踢倒。关谷后来调查出快递单其实是美嘉买的酒心巧克力，美嘉松了口气。可是悠悠却将巧克力与验孕棒的事情联系起来，分析出验孕棒其实是美嘉的，美嘉只好向悠悠招供。 |             |                      |      |      |               |
| 66 | 2           | 谁说我有病           | 韦正 | 汪远 | 2014年1月17日 |
| 胡一菲对于曾小贤和诺澜之间的关系暧昧感到非常不爽，再加上她的学生史小明无意间提起曾小贤和诺澜的电台节目，对诺澜大为称赞，导致一菲吃醋而情绪失控，多次砸坏学校的公物，最终被怀疑得了心理疾病，被送到心理医生处治疗。唐悠悠陪美嘉到医院做孕检，不料在医院里碰到了帅哥医生“司馬医生”，美嘉的花痴病发作，想要勾搭帅哥医生，并请唐悠悠和她互换身份，冒充自己。胡一菲这边，心理医生建议一菲养一些小动物分散注意力，一菲决定买一个超大的鱼缸，却不巧遇见曾小贤。卖鱼缸的店员无意间又说起曾小贤和诺澜的事情，惹一菲再次生气，罚曾小贤搬鱼缸回公寓。鱼缸太大，无法装进电梯，曾小贤被困在电梯中。后来，曾小贤提起自己在节目中说一菲的好，一菲心软，将鱼缸击碎，帮助小贤脱离了困境。另一方面，吕子乔决定和美女做普通朋友，但不知是个人魅力太大，还是相处方式不对，遭到了众美女的围攻。而司馬医生在酒吧与美嘉约会时遇到悠悠和关谷，由于两人身份互换，引出一串穿帮，美嘉的谎言被揭穿。 |             |                      |      |      |               |
| 67 | 3           | 以父之名             | 韦正 | 汪远 | 2014年1月18日 |
| 美嘉怀孕的事情被揭穿，但美嘉不肯向大家透露孩子的父亲是谁。展博向公司提交未来设想，却被老板拒绝，老板决定举办选美比赛，吕子乔建议展博选择一个丑女一起出镜来博眼球，展博随便从杂志中找到一张丑女图片，又开发了外挂进行投票，使这位丑女的人气暴涨。另一方面，曾小贤要帮诺澜在爱情公寓租一处房间，而一菲恰好在公寓楼下遇到正在招租的二房东（何炅客串出演），由于二房东提起该房间的爱情运势特别灵验，让一菲联想到诺澜与曾小贤，再次吃醋，不但拒绝租下房间，还把宣传告示偷偷撤掉。二房东打算举办看房会，一菲为了拖住曾小贤，强迫曾小贤和展博一起陪她看杂志，展博这才发现原来他选择的丑女「阿美」其实是EIO的成员。为了拖延时间，一菲让展博将杂志上的整篇报道朗读出来，让展博对EIO产生了浓厚的兴趣。这时，楼上的二房东找来，曾小贤说诺澜不会住进爱情公寓，一菲释然。展博找到阿美小姐并向她道歉，不料阿美小姐却感谢展博为她和EIO所做的炒作，阿美后来向展博详细介绍了EIO，让展博萌生了加入EIO的想法。美嘉死活不肯说出孩子的父亲是谁，关谷和悠悠打算用「寻龙尺」来自行寻找，寻龙尺最终把目标锁定在子乔身上。众人质问子乔关于美嘉怀孕的事，美嘉却说孩子并不是子乔的。 |             |                      |      |      |               |
| 68 | 4           | 翻滚吧！展博         | 韦正 | 汪远 | 2014年1月18日 |
| 关谷和悠悠决定一心筹备婚礼，并打算为所有事情设置优先级，但后来却为同等重要事情的优先级争吵起来。美嘉去医院验血时碰见了高中同学，只好向同学假称自己已经结婚怀孕。不料同学邀请她参加同学聚会，美嘉无奈只好让子乔假装成自己老公一起参加。同学聚会上，子乔在同学面前对婚礼浪漫的描述让美嘉感动不已，而子乔也在聚会之后回想起关于美嘉怀孕的某些线索。另一方面，展博想要加入EIO的决定受到了一菲的反对，一菲打算设置三重关卡来考验展博的基本素质。虽然开始时屡次失败，但是最终，展博的坚持终于说服了一菲。一菲决定放手，让展博自己在外独立闯荡；而有了一菲的支持，展博也变得更加勇敢。展博暂别爱情公寓，众人依依惜别。 |             |                      |      |      |               |
| 69 | 5           | 盗梦空间             | 韦正 | 汪远 | 2014年1月19日 |
| 子乔得知美嘉怀孕之后，疑似得了强迫症，于是被一菲送往心理医生处。心理医生对子乔进行了催眠疗法。子乔在第一重梦境里发现周围的人都知道了子乔当爸爸的消息，还帮他举行庆祝聚会，甚至在聚会上发现自己胸前背着的假娃娃变成了真的婴儿，子乔被吓坏了，走进了第二重梦境。第二重梦境中子乔想要离开爱情公寓避避风头，结果还没来得及走，就发现有一个叫做「吕纸乔」的顶包师已经来爱情公寓做了他的替身，既抢了他在美嘉心中的地位，也抢了室友们和他之间的友谊。在第三重梦境中，美嘉已经临产，医院要求美嘉的爱人为手术签字。子乔为了证明是美嘉的爱人，填写了医院设计的表格，也唤醒了子乔对美嘉过往相处的记忆。可是不幸后来美嘉抢救无效，在最后时刻对子乔承认孩子是子乔的。回到现实中的子乔回到家里，美嘉告知子乔自己没有怀孕的消息，子乔以为这是第四重梦境，激动之中选择从阳台跳下，结果幸好挂在了歪脖树上。 |             |                      |      |      |               |
| 70 | 6           | 壮志凌云             | 韦正 | 汪远 | 2014年1月19日 |
| 子乔幸免于难，只是脖子受了扭伤，住院几天。张伟重返爱情公寓，拜托子乔引开薇薇身旁的另一名女士，从而帮他在酒吧搭讪美女薇薇。子乔去后却发现薇薇身旁的人换成了一个十岁女孩，只好答应代为看管她，却被人小鬼大的女孩搞得无言以对。诺澜要去美国学习，她对曾小贤的表白微信被胡一菲听到，一菲又吃醋了。矛盾中的一菲把微信内容如实告诉小贤，小贤让一菲等他回来一起吃蛋炒饭。但处女座的曾小贤面对诺澜的表白，又犯了选择困难综合症。 |             |                      |      |      |               |
| 71 | 7           | 一条大河             | 韦正 | 汪远 | 2014年1月20日 |
| 曾老师参加诺澜的约会之后，决定和诺澜在一起，让一菲十分伤心，在诺澜临行前大醉。另一方面，张伟发现了薇薇的微博，并按照微博的指示出尽洋相，却不料微博是子乔和美嘉的恶作剧。得知真相的张伟打算将计就计，让美嘉的手机被子乔浸在酒中。而关谷和悠悠联系上了关谷的父亲，由于父亲不同意关谷做漫画家，所以之前父子一直不和。关谷和悠悠打算借网络视频让关谷父亲参观一下爱情公寓的生活，结果先后看到了醉酒的一菲、变态的张伟以及因手机浸酒而争吵的美嘉和子乔。最后，关谷父亲表示很喜欢悠悠，同意了两人的婚事。一菲则在诺澜临行前对诺澜明确表示自己喜欢曾小贤。而张伟也主动出击联系上了薇薇，没想到两人都是律师，有很多的共同话题。 |             |                      |      |      |               |
| 72 | 8           | 非诚勿扰             | 韦正 | 汪远 | 2014年1月20日 |
| 诺澜虽然已经去了美国，但由于临行前一菲对她的坦白而心生歉意，因此决定帮一菲在网上相亲。由于曾小贤最熟悉一菲，所以登门拜访曾小贤的相亲者络绎不绝，其中也不乏富家子弟。子乔看到这里有很大的商机，于是怂恿曾小贤一起举办一个追求一菲的培训班，结果在培训班的最后一课上一菲突然出现，一菲对曾小贤向外人公布自己隐私的行为非常愤怒，提出与曾小贤绝交。另一方面，由于漫画产业的不景气，关谷决定去找兼职工作，悠悠和关谷请教大师兄的意见，结果大师兄分别推荐了“甲醛净化员”、“差评消除员”、“水质检测员”和警察局里画嫌疑犯肖像的工作，关谷和悠悠觉得都不靠谱，最后关谷在悠悠的劝说下决定去做美术老师。美嘉最近一直在梦中梦见与关谷一起玩抓娃娃机，这一点被张伟发现。张伟为了让美嘉把注意力转移到自己身上，让美嘉多看自己的照片。结果最后在美嘉的梦中却梦见张伟以小龙虾的身份出现。最后，事情被悠悠和关谷得知，美嘉表示绝不会破坏悠悠和关谷的幸福，而悠悠也表示理解美嘉是因为单身太久，不介意美嘉对关谷的暗恋。 |             |                      |      |      |               |
| 73 | 9           | 冷战风云             | 韦正 | 汪远 | 2014年1月21日 |
| 关谷在学校做美术老师，但在课堂上学生对日语的狂热追捧让他莫名其妙，好好的美术课变成了日语课。悠悠决定假装成旁听生，帮助关谷应对难搞的局面，但在学生们的怂恿下被迫带头起哄，使关谷极其气愤。最终悠悠的演技派上用场，终于感化了班上捣乱的学生们。美嘉在宠物店碰到了自己曾经帮助过的学生小峰，小峰对美嘉钟情，但是美嘉觉得小峰年龄比自己小，陷入尴尬。另一方面，一菲和曾小贤绝交之后，两个人一直处于冷战的状态，曾小贤接二连三的和解方式都不奏效。胡一菲逼迫张伟和子乔跟曾小贤划清界限，但曾小贤却用内衣秀的VIP收买了张伟和子乔。胡一菲看到曾小贤和子乔、张伟依旧缠在一起，张伟要向一菲道歉，结果意外使曾老师的脑袋卡在了门缝中。众人齐力解救曾老师，最终又意外让曾老师将一菲扑倒在地。 |             |                      |      |      |               |
| 74 | 10          | 我是励志师           | 韦正 | 汪远 | 2014年1月21日 |
| 美嘉暗示小峰不适合，小峰却虚构了一个不存在的女朋友晓昭来调和美嘉的戒心。子乔宣布自己的新职业——励志师，相关的APP软件也制作成功。为了治愈女性的伤痛，他在APP中放了很多鼓励女性的视频。子乔一秒变天使哥哥，连唐悠悠也为这位外甥的视频痴迷。张伟因为参与诉讼精神紧张变成了口吃，还在超市遭遇女孩子暴打，经过子乔励志师APP的调教，张伟“成功”转型，变成娘娘腔，在第二次开庭上出尽洋相。另一方面，酒吧员工的婚礼邀请关谷出席，悠悠为了给自己的婚礼做参考，也提出要去，结果新郎新娘却因此事大吵起来，婚礼取消了，让关谷和悠悠非常抱歉。关谷和悠悠又同时萌生了把婚礼筹办外包给好朋友的想法，不巧的是，两人分别把婚礼外包给绝交中的曾小贤和胡一菲，于是再次爆发争执，不过最后终于和好。最后，众人聚在一起足浴，一切的纠结与紧张都暂时抛在脑后。几天后，小峰带着新结识的女朋友来找美嘉，美嘉后悔不已。 |             |                      |      |      |               |
| 75 | 11          | 土豪我们做朋友       | 韦正 | 汪远 | 2014年1月22日 |
| 曾小贤的上级Lisa分配任务，要曾小贤接待温州商人杜老板（杜海涛客串出演），以便拉到节目的赞助。杜老板喜欢打高尔夫，可是曾老师最后只订到了桌球馆，并叫上美嘉和子乔作陪，杜老板从来没玩过桌球，觉得很是新鲜。由于杜老板不会玩，而三人也不敢惹他不高兴，所以专门编造出一种「斯丢披得」打法（谐音stupid，意为白痴打法）来哄杜老板开心。不料，此时却遇到了黑社会老大挑衅，杜老板又不小心用类似高尔夫的打法把桌球打到了黑社会老大的桌子上。黑社会老大非常生气，要曾小贤将球从自己桌子上一杆打回去，否则就动手收拾他们一行人。没想到小贤居然真的将球打了回去，两伙人最终讲和，还一起开心地玩了起来。另一方面，悠悠被一家国际知名影视公司看中，让她发送一份自己曾经拍摄过的影片集锦。大家看过集锦之后发现悠悠每一次都在最后死掉，不是很合适，众人决定帮悠悠重新拍摄一份。关谷重新编写了剧本为悠悠拍戏，先后拍了偶像、古装、谍战、科幻，还拉来张伟协助，但都是错漏百出，最后不了了之。 |             |                      |      |      |               |
| 76 | 12          | 闪婚行动             | 韦正 | 汪远 | 2014年1月22日 |
| 张伟新交了一个女朋友默默，决定闪婚，大家觉得非常不可靠。可是当张伟带默默回家之后，默默的各方面表现都不错，众人这才放了心。曾小贤回来看见默默之后，发现她竟然是自己的初中同学，并且整过容。默默一直暗恋曾小贤，并企图非礼曾小贤，两人不小心倒在一起的一幕被美嘉撞见，于是引起了误会。张伟以为曾小贤要抢未婚妻，于是决定将婚礼提前一个星期。另一方面，张伟委托悠悠做自己婚礼的总策划，子乔建议找一个全能的司仪来撑场，表示自己认识一个金牌司仪王大卫，会搞气氛又会B-box，不料因为悠悠和关谷安排的曲目过多，大卫拒绝了司仪的工作。后来，关谷和子乔打赌，如果子乔会B-box并在婚宴上搞出热闹的气氛，就允许他在自己和悠悠的婚礼上举办内衣秀。结果一系列反常的事件让关谷怀疑子乔早就设局引自己和他打赌，目的就是举办内衣秀。最终子乔虽然拿到了B-box的毕业证，但是在酒吧现场表演时，演出效果十分差劲。婚礼那天，小贤和美嘉一起开车去帮张伟接新娘，发现默默和张伟居然同时逃婚了。 |             |                      |      |      |               |
| 77 | 13          | 兄弟守则             | 韦正 | 汪远 | 2014年1月23日 |
| 悠悠越来越红，有一位粉丝找她合照时，居然把手放在了悠悠的胸上，路过的小贤正好看见这一幕。悠悠担心关谷误会，要小贤保密此事，小贤答应了，却转身就告诉了美嘉、子乔和一菲。小贤指使悠悠帮自己打网游练级，还要在午夜收听他的节目并做笔记，悠悠苦不堪言。另一方面，张伟接下了一宗法律援助的案子，帮一个被儿子抛弃的老人洪七（魏宗万客串出演）讨回房子。可是这位老人非常难缠，不仅不客气地住进了公寓，而且到处惹是生非，最终老人表示自己在「夕阳红」公寓找到一间租屋，终于离开。悠悠终于无法忍受曾小贤的不合理要求，并以「兄弟守则」的名义威胁曾小贤要告诉关谷当时的情况。关谷赶到粉丝的甜品店理论，却发现粉丝的手是假肢，一切都是一场误会。 |             |                      |      |      |               |
| 78 | 14          | 疯狂话剧上集         | 韦正 | 汪远 | 2014年1月23日 |
| 悠悠主演的话剧要公演了，邀请大家一起去看。张伟打算借此机会继续追求薇薇，谁知薇薇叫上了自己事务所的三个男同事，让张伟非常尴尬，为了面子还不得不从黄牛处为上述三人高价买了三张票。子乔假扮媒体记者在话剧后台四处勾搭女生，看上了一个叫「晴晴」的演员。悠悠在后台准备的时候，由于副导演的突击检查，不小心把关谷的手机放在戏服的口袋中，由于戏服非常紧身，之后却怎么也拿不出来了，只好硬着头皮上台。而此时一菲还在路上，关谷为了防止一菲打电话给自己，只好在门口守着以便接一菲进场。不料警察却以为关谷是黄牛，把关谷抓走了。一菲来到剧场之后，没有见到关谷，只好打了电话。此时悠悠正在台上表演，铃声响起，居然是《泰坦尼克号》的主题曲《我心永恒》。悠悠只好将错就错，声称这是来自西域的旋律。此时，台下的观众们也没闲着：美嘉拖小贤出来上厕所，男厕一个人也没有，女厕却排队排到了门外。美嘉偷偷去了员工盥洗室，无意发现卖爆米花的工作人员偷懒，于是自己打算假扮成爆米花销售员；曾老师上完厕所之后因为没有厕纸而困在厕所中；张伟为了能与薇薇坐在一起，花钱贿赂薇薇的同事换座，谁知并没有成功。 |             |                      |      |      |               |
| 79 | 15          | 疯狂话剧下集         | 韦正 | 汪远 | 2014年1月24日 |
| 被困在男厕内的小贤，被媒体记者误认为人妖。买黄牛票的情侣因只有一张票无法一起进场，就把票分给了一菲。悠悠下台后终于把手机取了出来，却被其他演员看到，慌乱之中悠悠将手机扔进一只靴子里。然而根据剧情，舞台上需要留下一只靴子，不知情的导演把装有手机的靴子扔回了舞台。这时一菲又打起关谷电话，场内又响起了《我心永恒》。悠悠见情况不妙，急忙冲出去救场。撕扯中，手机掉了出来，悠悠只好说自己是穿越来的，将剧情改编成了穿越连续剧。另一方面，小贤趁记者不备，偷走了他的相机准备删掉自己的照片，但却找不到删除键。此时导演到处找人照相，小贤被硬拉了过去。小贤借机从演员口中套出了删除键的位置，删除了照片。子乔被名字发音相似的几位女演员弄晕，最后搭讪了一个有老公（就是卖给张伟戏票的黄牛党）的女演员，结果被揍了一顿。关谷被警察放了回来，他在剧院门口遇到一菲，此时真黄牛出现被警察抓了个正着。而美嘉过量加入爆米花原料，自己被「爆米花海洋」淹没。疯狂话剧的风波以啼笑皆非而告终。 关谷和悠悠决定提升生活质量，悠悠希望买辆车，但关谷却想买一套新住房。在关谷的软磨硬泡下，悠悠同意先看看房子。两人看了一个小区各方面都不错，决定交订金看房。关谷拉上子乔来参考，子乔觉得售楼处的人满口谎话，但关谷觉得自己能买得起的也就这种房子了，于是签了订金。                                                  |             |                      |      |      |               |
| 80 | 16          | 超级英雄             | 韦正 | 汪远 | 2014年1月24日 |
| 一菲为了帮助一个患病的学生，决定参加一个人机格斗大赛赢取奖金，用来支付学生的手术费。小贤担心一菲的安全，想自己借钱给一菲，于是他去银行取钱，但繁琐的手续让他没办法取钱，只好转向张伟借钱。张伟设定了一份很复杂的贷款合同，将小贤折磨得痛苦不堪。不料一菲后来却误解了曾小贤，把他骂得一无是处。一菲在比赛之前得知有人匿名将八万元捐给了一菲的学生，收到鼓励，在比赛中突然发力，获得了冠军。比赛后，一菲得知是小贤帮自己的学生出了医药费，十分感动。另一方面，关谷经过漫长的排队等待，终于拿到了买房的合同，可是子乔却带悠悠来到一家4S店，假装要买车，蹭了咖啡和蛋糕。悠悠在4S店无意中参与了一辆车的拍卖活动，居然真的拍中了，这意味着悠悠要花十五万买下那台车。无奈，第二天关谷带子乔和悠悠来到4S店，希望碰到一位新买家将汽车转卖出去。后来，他们真的遇到一位女士有意买下悠悠的车，女士在咨询车的使用情况时，关谷和悠悠相继描述买车之后的想象画面，双双收到感染，于是决定在最后时刻放弃买房，转而买下这辆车。 |             |                      |      |      |               |
| 81 | 17          | 放飞吧！单身周末上集 | 韦正 | 汪远 | 2014年1月25日 |
| 关谷和悠悠决定领证结婚，这意味着接下来的周末将是最后一个单身周末。悠悠和美嘉购物抽奖，赢取了海南豪华游，她们决定叫上一菲一起去，不料在海南遇上热带风暴，只能留在酒店内。悠悠和美嘉去Spa，无奈预约的人太多，按摩师都不在，于是美嘉自制了按摩霜给悠悠试用，却不小心让悠悠的皮肤变黑。一菲在酒店遇到一个与曾小贤长相相似的舞者阿西边，由于阿西边同时拥有曾小贤的相似感和新鲜感，让原本沉闷的一菲突然活跃起来。另一方面，由于女生不在，男生们在公寓中的日常生活受到了很大打扰。他们决定帮关谷实现那些被悠悠禁止的项目，结果把公寓弄成一片狼藉。于是子乔从超市找来一个临时保姆帮他们收拾房间，可是后来才发现临时保姆的美貌与体贴是他们的幻觉。终于，关谷、子乔和张伟决定买机票飞去海南与女生们汇合。可是当见到悠悠的黑脸时，众人都惊呆了。 |             |                      |      |      |               |
| 82 | 18          | 放飞吧！单身周末下集 | 韦正 | 汪远 | 2014年1月25日 |
| 一菲去找阿西边介绍给大家认识，阿西边给大家表演了他的绝技——手劈榴莲，大家都惊呆了。众人送礼物给悠悠和关谷，美嘉却决定把自己曾经与子乔打赌赢得的打耳光权利转让给关谷。关谷提议大家在十二点前将耳光权利花光，子乔四处躲藏，但还是被打了好几个耳光。美嘉保留了最后一记耳光的权利，说会在适当时候给子乔一个“惊喜”。在离开三亚的前一晚，小贤赶到了，因为他听说有个撞脸版的自己，不放心一菲。众人在海南渡过了愉快的单身周末。由于关谷和悠悠比赛谁的脸更黑，各自去做Spa，最后导致结婚证件照片无法识别身份，所以没有顺利领到结婚证。然而，回到上海的“小贤”突然喜欢上吃榴莲，并且变得不会说普通话了。原来，曾小贤私下联系与阿西边互换一天身份，众人哭笑不得。 圣诞节快到了，一菲提议组团过圣诞，但众人各有自己的安排。诺澜要小贤陪她过圣诞，小贤特意喝了红牛调整时差；悠悠的老板安排悠悠在圣诞夜和当红明星迪诺（胡歌客串出演）吃饭来制造绯闻，帮助悠悠提升人气。悠悠怕关谷吃醋，因此先告诉了一菲等人，一菲提前给关谷打了预防针，因此在得知消息之后，关谷以为是悠悠在故意考验他，表面上故作镇定。一菲找来学校里的上官老师，加上张伟，三人组成了圣诞夜不出门联盟。小峰和女友分手，并邀请美嘉来自己的豪宅。美嘉原以为小峰要和自己复合，没想到只是请自己帮忙照看房子。晚上，美嘉一个人在豪宅里，发生了「灵异事件」。 |             |                      |      |      |               |
| 83 | 19          | 女神的圣诞士         | 韦正 | 汪远 | 2014年1月26日 |
| 美嘉请子乔过来帮忙「抓鬼」，没想到灵异事件是因为房子中所有家电都有人工智能与语言识别功能，两人大开眼界，子乔决定和美嘉一起在豪宅中度过圣诞节，还用一连串的脑筋急转弯成功制服了智能冰箱。迪诺约悠悠提前出来吃饭，表示对悠悠有好感，让悠悠心生不安。悠悠故意请迪诺和关谷见面，缓解尴尬的气氛，可是关谷仍然表面故作镇定，悠悠又气又急。真正的约会上，关谷的醋意终于爆发出来，将迪诺骗至厕所吓唬了他一下。悠悠终于证实了关谷内心对自己的重视，两人幸福相拥。另一方面，张伟和上官老师打算出去约会，倒时差让曾小贤快要发疯，公寓里只剩下一菲和曾小贤。一菲误喝了曾小贤的安眠冲剂，醒来之后发现小贤已经帮自己搬回一颗可以许愿的圣诞树。一菲对着圣诞树许愿，感动不已，发觉自己儿时想要找的男人其实就是曾小贤。 |             |                      |      |      |               |
| 84 | 20          | 当幸福来撬门上集     | 韦正 | 汪远 | 2014年1月26日 |
| 楼下酒吧说起圣诞夜那天有人冒充圣诞老人把圣诞树偷走，大家怀疑是曾小贤，一菲帮忙圆场。一系列的奇怪事件让众人都觉得一菲的桃花运就要来了。一菲想要弥补曾小贤，于是约他去会馆吃饭，并在网上购买礼物，可是都阴差阳错地没有成功，反而引出一串误会。另一方面，子乔声称自己结交了一位新的神秘女友，真实姓名都没有向子乔公布。对此，悠悠认为应该私下在网上人肉搜索，增进了解，而关谷却觉得应该保持一些个人的隐私空间。悠悠在网上搜寻资料时发现，子乔的这位女友曾经写过一篇可怕的博客，都是关于自己和前男友分手之后，前男友不幸在事故中身亡的事件。子乔得知后毛骨悚然。而一菲不小心把房间的钥匙也当礼物赠送给了曾小贤，不放心的她决定更换门锁。 |             |                      |      |      |               |
| 85 | 21          | 当幸福来撬门下集     | 韦正 | 汪远 | 2014年1月27日 |
| 一菲找人来换锁，不巧小贤来她房间问她关于门锁的事情，一菲怕小贤知道她在换锁，就把小贤带到会所吃饭。会所本来需要预约排队，可是因为两人都有优惠劵，受到了贵宾级接待。服务生送来情侣套餐，小贤以为这是一菲是主动设计的，而门上的钥匙也是一菲故意送给他的。一菲心中既尴尬又矛盾，只想带小贤回家证明。两人回家后，发现家中被翻的凌乱，开锁师又留了字条。这时小贤又看见自己的圣诞老人装被一菲补好了，于是对一菲的反复周旋不解。一菲被逼问得说不出话，最后脑袋一发热吻了小贤。另一方面，关谷向悠悠坦白自己家可能有遗传肾病，悠悠表示不介意，于是两人放心地去做了婚检。婚检报告出来后，关谷没有什么问题，但悠悠却隐瞒了自己的报告。子乔经过一系列人肉搜索之后，发现女友是写网络小说的宅女，之前的恐怖blog也是小说的纲要而已，失去兴趣的子乔决定与这位女友分手。 一菲和小贤关系突飞猛进，大家都看出了两人间的变化。一菲和小贤在阳台上谈情说爱，美嘉他们隔着窗户围观，小贤正欲亲吻一菲，突然碰见楼上一个女生跳楼，原因是被男友和闺蜜同时背叛。一菲觉得自己彷佛就是那个背叛闺蜜的人，心境大不如前。美嘉和悠悠找一菲谈心，一菲说自己不愿做小贤与诺澜之间的第三者。一菲找到小贤摊牌，小贤说自己心里一直有一菲，他会和诺澜说清楚。这时诺澜打来电话，说自己第二天就回上海，让小贤去机场接她。                          |             |                      |      |      |               |
| 86 | 22          | 曙光女神的宽恕       | 韦正 | 汪远 | 2014年1月27日 |
| 大家在酒吧里讨论小贤与一菲的事情，众人都鼓励小贤第二天去机场直接和诺澜分手，可小贤还是心中忐忑。最后小贤与大家都在酒吧喝醉。第二天早晨，小贤叫上关谷一起打车去机场，两人却在出租车上睡着了。小贤在梦中梦见电视台台长鼓励他和诺澜在一起，还要为他们俩创办新节目。另一方面，诺澜在机场等了好久，小贤的电话也打不通，只好自己回到爱情公寓。一菲见到诺澜之后口不择言，美嘉和一菲的谈话又被诺澜无意中听见，使诺澜误以为喜欢小贤的是美嘉。美嘉决定将错就错，代替一菲向诺澜宣战。诺澜在美国进修了心灵净化学，她的晓之以理、动之以情很轻易地打败了美嘉。悠悠见美嘉落败，自己挺身而出，对诺澜说喜欢小贤的还有自己，但也被诺澜的「曙光女神」击败。此时，关谷和小贤终于醒了过来，质疑出租车司机绕路，司机将他们扔在郊外马路边。不巧出租车司机在前面不远处出了车祸，关谷和小贤打算假装生病，一起搭救护车回市区。为了分散一菲的注意力，对龙虾过敏的张伟决定吃龙虾，大家急忙将他送进医院，也与小贤和关谷在医院会合。小贤赶到医院，终于打算和诺澜说清楚。诺澜告诉小贤只要在他身边就好，其他事情她不在意。小贤说了句我爱你，叫的却是一菲的名字，这时，一菲正巧站在病房门口⋯⋯ |             |                      |      |      |               |
| 8788 | 2324        | 回首又见他           | 韦正 | 汪远 | 2014年1月28日 |
| 該集以丽萨榕主持广播节目《你的月亮我的心》的形式，以围绕剧集本身的吐槽开场，然后为观众盘点《爱情公寓》的几位主角性格特点及一至四季中相关过往剧情，同时亦播出了部分花絮和删节片段。24集接近结尾时，以往的经典画面伴着插曲《虹之间》再现，丽萨榕作临别致辞，最终整季在主演们逐一挥别观众中落幕。影片的最后出现了“to be continue”（未完待续）字样。 |             |                      |      |      |               |

## 原声带
《爱情公寓4》的原声专辑由中国索尼音乐娱乐提供版权，2014年1月20日在各大音乐网站数位发行。

| 曲序 | 曲目            |                                    | 作曲                               | 编曲                  | 製作人 | 演唱            | 备注                        | 时长 |
| ---- | --------------- | ---------------------------------- | ---------------------------------- | --------------------- | ------ | --------------- | --------------------------- | ---- |
| 1.   | 虹之间          | 大风刮过 / 韦正                    | 金贵晟                             | 金贵晟 / 高佳         | 陈美威 | 金贵晟          | 第5集插曲                   | 4:06 |
| 2.   | Gentleman       | 刘伟德 / Willz Chieng / Ian Nsenga | 刘伟德 / Willz Chieng / Ian Nsenga | 刘伟德 / Willz Chieng | 刘伟德 | 刘伟德 / 戴爱玲 | 第4集插曲                   | 3:17 |
| 3.   | i Remember The… | 颜培珊                             | 颜培珊                             | 伍卓贤                | 伍卓贤 | 颜培珊          | 片尾曲                      | 3:21 |
| 4.   | 别害怕          | 林天爱                             | 林天爱                             |                       |        | 罗震环          | 第3集、第19集、第22集片尾曲 |      |
| 5.   | 爱不离          | 张志林                             | 张志林                             | Jay-Wu                | 张志林 | 张志林          | 插曲                        |      |

## 花絮
- 《爱情公寓4》拍摄期间，娄艺潇在微博中称何炅“居然打破我不笑场的记录”。

- 该剧邀请何炅、杜海涛、胡歌等出演配角。[5]

- 2013年12月17日，爱情公寓导演韦正在其微博中发布预告片，并随后发微博称“今天的预告片播放如果超过两千万次，我会放出1080p的电影级预告片供大家下载以示感谢”，不料当晚点击量就已经破两千万次。对此编剧汪远调侃道“还好你扬言的只是放出下载不是裸奔”。

- 胡歌在拍摄现场放得很开，邓家佳评价他“可以扮丑，扮猥琐，他什么都可以扮”。

- 编剧汪远和导演韦正两人在剧中本色出演，化身唐悠悠想象中的“真实世界的导演和编剧”。

- 最开始看剧本时胡歌一眼就看中了迪诺这个特别有争议的角色，就连导演都有过犹豫。

## 奬項
- 2014国剧盛典 年度十佳电视剧第7名

## 收视率
| 中国大陆 安徽卫视／东方卫视 ／湖北卫视 ／黑龙江卫视 首播收视率 （CSM50） |               |          |          |          |          |          |          |          |          |          |            |            |            |                                                                                           |
| 集數                                                                     | 播出日期      | 安徽卫视 | 安徽卫视 | 安徽卫视 | 东方卫视 | 东方卫视 | 东方卫视 | 湖北卫视 | 湖北卫视 | 湖北卫视 | 黑龙江卫视 | 黑龙江卫视 | 黑龙江卫视 | 備註                                                                                      |
| 集數                                                                     | 播出日期      | 收視率   | 收視份額 | 排名     | 收視率   | 收視份額 | 排名     | 收視率   | 收視份額 | 排名     | 收視率     | 收視份額   | 排名       | 備註                                                                                      |
| 01-02                                                                    | 2014年1月17日 | 1.297    | 3.34     | 1        | 0.799    | 2.05     | 3        | 0.627    | 1.61     | 9        | 0.590      | 1.52       | 12         | 深圳《土地公土地婆》完結 江蘇《与狼共舞2》上檔 浙江《天龍八部》上檔                       |
| 03-04                                                                    | 2014年1月18日 | 1.199    | 3.12     | 1        | 0.735    | 1.91     | 4        | 0.589    | 1.53     | 11       | 0.541      | 1.41       | 12         | 深圳《辣媽大作戰》上檔                                                                    |
| 05-06                                                                    | 2014年1月19日 | 1.262    | 3.25     | 1        | 0.762    | 1.96     | 4        | 0.668    | 1.72     | 8        | 0.660      | 1.70       | 10         |                                                                                           |
| 07-08                                                                    | 2014年1月20日 | 1.263    | 3.29     | 1        | 0.818    | 2.13     | 4        | 0.696    | 1.81     | 7        | 0.655      | 1.70       | 8          |                                                                                           |
| 09-10                                                                    | 2014年1月21日 | 1.327    | 3.42     | 1        | 0.822    | 2.11     | 4        | 0.643    | 1.66     | 10       | 0.746      | 1.92       | 6          |                                                                                           |
| 11-12                                                                    | 2014年1月22日 | 1.282    | 3.32     | 1        | 0.784    | 2.03     | 5        | 0.703    | 1.82     | 9        | 0.742      | 1.92       | 6          |                                                                                           |
| 13-14                                                                    | 2014年1月23日 | 1.343    | 3.46     | 1        | 0.725    | 1.87     | 6        | 0.621    | 1.59     | 11       | 0.656      | 1.69       | 9          |                                                                                           |
| 15-16                                                                    | 2014年1月24日 | 1.168    | 3.06     | 1        | 0.706    | 1.85     | 5        | 0.693    | 1.81     | 6        | 0.609      | 1.60       | 12         |                                                                                           |
| 17-18                                                                    | 2014年1月25日 | 1.361    | 3.56     | 1        | 0.729    | 1.91     | 7        | 0.577    | 1.50     | 12       | 0.591      | 1.56       | 11         |                                                                                           |
| 19-20                                                                    | 2014年1月26日 | 1.334    | 3.52     | 1        | 0.784    | 2.08     | 7        | 0.608    | 1.60     | 9        | 0.591      | 1.56       | 11         | 湖南《天龍八部》完結                                                                      |
| 21-22                                                                    | 2014年1月27日 | 1.404    | 3.73     | 1        | 0.883    | 2.34     | 4        | 0.619    | 1.64     | 11       | 0.728      | 1.93       | 9          | 湖南《毛泽东》完結                                                                        |
| 23-24                                                                    | 2014年1月28日 | 0.395    | 2.49     | 19       | 1.120    | 2.97     | 2        | 0.912    | 2.41     | 4        | 0.908      | 2.41       | 5          | 湖南《隋唐英雄3》 上檔 安徽卫视由于播出《心动2013·安徽年度新闻人物》，故调整为23:00播出。 |
|                                                                          | 平均收視      | 1.213    | 3.317    |          | 0.825    | 2.15     |          | 0.660    | 1.716    |          | 0.522      | 1.430      |            | 按每集計算                                                                                |

1. 同时段或交叉时段主要节目：
  - 江苏卫视《与狼共舞2》
  - 浙江卫视《天龙八部》
  - 北京卫视《男媒婆》
  - 天津卫视《战火兵魂之俘虏兵》
  - 山东卫视《特种兵之火凤凰》
  - 湖南卫视《天龙八部》/《毛泽东》/《隋唐英雄3》
2. 数据由广视索福瑞提供，调查范围为四岁以上之观众。
3. 收视排名不含央视。

## 宣傳活動
| 時間         | 活動               | 出席演員                                             |
| ------------ | ------------------ | ---------------------------------------------------- |
| 2014年3月1日 | 录制《快樂大本營》 | 陈赫、娄艺潇、邓家佳、王传君、孙艺洲、李金铭、李佳航 |

## 节目变迁
| 中国大陆 安徽卫视 海豚第一剧场 每日19:30-21:00两集 | 中国大陆 安徽卫视 海豚第一剧场 每日19:30-21:00两集 | 中国大陆 安徽卫视 海豚第一剧场 每日19:30-21:00两集 |
| -------------------------------------------------- | -------------------------------------------------- | -------------------------------------------------- |
|                                                    | 爱情公寓4 （2014.01.17 -2014.01.28[a]）            |                                                    |
| 利箭纵横 （2014.01.01 - 2014.01.16）               | 老妈的三国时代 （2014.02.01 - 2014.02.16）         |                                                    |
| 中国大陆 湖北卫视 长江剧场 每日19:30-21:00两集     |                                                    |                                                    |
| 爱情公寓 (精编版) （2014.01.13 - 2014.01.16）      | 爱情公寓4 （2014.01.17 -2014.01.28[a]）            | 封神英雄榜 （2014.01.31 - 2014.02.18）             |
| 中国大陆 东方卫视 梦想剧场 每日19:30-21:00两集     |                                                    |                                                    |
| 一代枭雄 （2014.01.01 - 2014.01.16）               | 爱情公寓4 （2014.01.17 -2014.01.28[a]）            | 美丽的契约 （2014.02.01 - 2014.02.16）             |
| 中国大陆 黑龙江卫视 中国龙剧场 每日19:30-21:00两集 |                                                    |                                                    |
| 利箭纵横 （2014.01.01 - 2014.01.16）               | 爱情公寓4 （2014.01.17 - 2014.01.28[a]）           | 乡村爱情圆舞曲 （2014.02.03 - 2014.02.26）         |
| 马来西亚 Astro喜悅HD 星期一至五17:00-18:00         |                                                    |                                                    |
| 有愛一家人 （2015.06.11 - 2015.09.18）             | 爱情公寓4 （2015.09.21 - 2015.10.22）              | 女人30情定水舞間 （2015.10.23 - 2016.02.05）       |